# منوچهر مطیعی
منوچهر مطیعی تهرانی (آذر ۱۳۰۴–۱۱ مهر ۱۳۷۶) مترجم، داستان‌نویس و فیلمنامه‌نویس سینمای ایران است.

## زندگی
به سال ۱۳۰۴ در خیابان ناصرخسرو تهران در خانواده ای متوسط پا به عرصهٔ وجود گذارد، به مدرسه نظام رفت و دانشکده افسری را به سبب علاقه به ادبیات نیمه تمام رها کرد و نویسندگی را آغاز نمود. نخستین کتاب داستان او با عنوان «گل آقا» در هفده سالگی اش منتشر شد و همین امر وی را به کارش بیشتر علاقه‌مند ساخت. در دهه ۱۳۲۰ به مطبوعات راه یافت و با نوشتن داستان و پاورقی راه آینده خود را یافت.
سال‌ها با مجلات ترقی، امید ایران، روشنفکر، تهران مصور، سپید و سیاه و همچنین آسیای جوان همکاری می‌کرد و با اسامی مستعار پرند، عقاب و م. تهرانی می‌نوشت. آخرین مجله ای که آثار بسیاری از او را به چاپ رساند زن روز بخصوص در دو دهه ۱۳۴۰ و ۱۳۵۰ بود؛ و شهرت وی در همین بیست سال به اوج خود رسید.
در خلال همین سال‌ها بود که برای رادیو ایران داستان شب و داستان‌های جمعه را می‌نوشت. از سناریوهایی که نوشت چند تا به فیلم سینمایی تبدیل شد.
در وصیت‌نامه‌اش به خواهرش ناهید مطیعی نوشته‌است که مجموعاً ۵۳۰ کتاب و نزدیک به ۷۰۰ عنوان بر سر دوراهی در مجله زن روز از او به چاپ رسیده. مهم‌ترین کتاب‌هایش عبارتنداز: زندگی پیامبران، ترنک طلایی، مردی که عشق می‌خرید، دزدان خلیج فارس، شیرین بانو، شاهین طلایی، راز، خوابنامه، کلبه آنسوی رودخانه (که بعداً به صورت فیلم هم درآمد) و راسپوتین.
آخرین کتاب او به عنوان یعقوب لیث نیمه تمام ماند.
از منوچهر مطیعی یک دختر و سه پسر به یادگار مانده که یکی از آنها به نام مهرداد در پاریس در مجلهٔ هنری ممارت به نقاشی می‌پردازد و نزد همکاران شهرت و اعتبار بسیار دارد، یکی از دخترانش، به نام مهرک نیز هنرمند و طراح است که در آلمان کار می‌کند.
مطیعی شاعر هم بود که بیش از دو هزار بیت قصیده سروده‌است.

## نویسنده
- کلبه‌ای آن‌سوی رودخانه (۱۳۵۰ فیلمِ سینما تمام رنگی، با فیلمبرداری احمد شیرازی)
- گل‌آقا (۱۳۴۶)
- مومیایی (۱۳۴۵)
- سوداگران مرگ (۱۳۴۱)
- زندگی‌نامه منوچهر مطیعی خاطرات کودکی و بر اساس کتاب ۵ گلوله برای شاه منتشر شده در کیهان لندن(۱۹۸۸) لندن مهران مطیعی

## کتاب‌ها
- گل‌آقا (رمان بلند)
- زندگی پیامبران
- ترنک طلایی
- مردی که عشق می‌خرید
- دزدان خلیج فارس
- شیرین بانو
- شاهین طلایی
- راز
- خوابنامه
- کلبه‌ای آن‌سوی رودخانه
- راسپوتین
- یعقوب لیث (ناتمام)
- کورش فرزند حادثه
- زنهای وحشی آموزن
- تاریخ پیامبران ۶ جلدی از آدم تا محمد
- سوداگران مرگ
- لوئی چهاردهم
- گروگان
- تعبیر خواب
- قتل‌عام
- تاریخ عضدی کوچک جلد رقعی
- فتنه چکمه پوش فیلم و آهنگ با صدای فریدون فروغی
- آقا مهدی (رمان بلند)
- آقا حشمت (رمان بلند)
- خانه ای در هانگ چو (رمان دو جلدی)
- میراث (مجموعه داستان)
- شش سال در میان زنان وحشی آمازون
- پارادایانها جلد اول _کتاب قصر ارواح